# Enric Miralles
Enric Miralles (Barcellona, 25 febbraio 1955 – Barcellona, 3 luglio 2000) è stato un architetto spagnolo, tra i più noti sulla scena internazionale.
Dopo aver lavorato per un lungo periodo con Carme Pinós, nel 1991 incontra l'architetta italiana Benedetta Tagliabue con il quale fonderà nel 1994 lo studio EMBT.
Lo studio raggiunge la notorietà internazionale nel 1999 con il progetto per l'edificio del Parlamento scozzese, ancora incompleto al momento della morte prematura di Miralles a 45 anni nel 2000.

## Principali opere

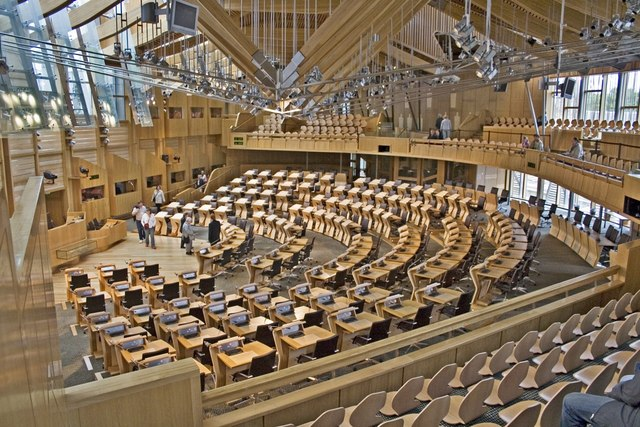
Il Palazzo del parlamento scozzese ad Edimburgo

- Nuovo accesso alla Stazione di Takaoka, Toyama

- Mercato di Santa Caterina, Barcellona
- Palazzo del parlamento scozzese, Edimburgo
- Biblioteca della Dieta nazionale del Giappone, Tokyo
- Edificio Gas Natural, Barcellona